# Dreanovo, Bulgaria
Dreanovo (în bulgară Дряново) este un oraș în comuna Dreanovo, regiunea Gabrovo,  Bulgaria. Orașul este locul în care s-a născut arhitectul, sculptorul și constructorul bulgar Koliu Ficeto, unul dintre reprezentanții de marcă ai renașterii bulgare. Nu departe de oraș se găsesc Mânăstirea Dreanovo și Peștera Baceo Kiro, unde s-au descoperit cele mai vechi urme de locuire din Peninsula Balcanică, urme ce datează din Paleolitic.

## Demografie
Componența etnică a orașului Dreanovo
     Turci (5,54%)
     Bulgari (82,93%)
     Romi (2,25%)
     Nicio identificare (9,13%)
     Altele (0,13%)
La recensământul din 2011, populația orașului Dreanovo era de 7.377 locuitori. Din punct de vedere etnic, majoritatea locuitorilor (82,93%) erau bulgari, existând și minorități de turci (5,54%) și romi (2,25%). Pentru 9,13% din locuitori nu este cunoscută apartenența etnică.